# 何作霖
何作霖（1900年5月5日—1967年11月17日），中国矿物学家。生于河北蠡县。1926年毕业于北京大学地质系。1939年10月获奥地利因斯布魯克大學岩石矿物系博士学位。1955年当选中国科学院学部委员(院士)。曾任中国科学院地质研究所研究员。从事光性矿物学、岩组学、X射线结晶学、稀有元素矿物学、工艺岩石学等研究。